# Spencer Pratt
Spencer Pratt, född 14 augusti 1983 i Los Angeles. Spencer är en amerikansk reality-tv personlighet, mest för sin roll i MTVs serie The Hills. Han är även känd för att ha ett förhållande med Heidi Montag, och bror till Stephanie Pratt, som även hon medverkar i The Hills. Spencer har även medverkat lite i Fall Out Boy's musikvideo till låten "I Don't Care".
I en undersökning utförd 2011 av marknadsundersökningsföretaget E-Poll Research, rankades Spencer Pratt som den minst populära kändisen i USA, strax före O.J. Simpson (dömd mördare och rånare).